# Индо-Малайская область

Индо-Малайская область

Индо-Малайская область, или ориентальная область — единица фаунистического районирования (зоогеографическая зона), входящая в состав Палеотропического царства (Палеогеи).

## Географическое положение
Охватывает южную часть Азии и острова, расположенные между Азией и Австралией. В недавнем прошлом её территория была покрыта влажными тропическими и экваториальными лесами, муссонными лесами, либо саваннами. Теперь, после уничтожения основного массива леса, почти вся их территория покрыта антропогенными ландшафтами. Исконная биота сохранилась преимущественно в горных районах.

## Фауна
Велико видовое разнообразие зоны, но при этом число эндемичных видов не велико.
Из млекопитающих строго ограничены этой областью ареалы отряда шерстокрылых (Dermoptera), монотипического семейства мышевидных (иглистые сони Platacanthomyidae), и семейства отряда приматов, долгопяты (Tarsiidae), тупайи (Tupaiidae), гиббоны(Hilobatidae).
Многочисленны и разнообразны насекомоядные, рукокрылые, хищные (псовые, куньи, виверровые, кошачьи, медвежьи, енотовые (малая панда), один вид гиен. Здесь обитает индийский слон, ряд характерных копытных, таких как тапир, носороги, олени, быки (серый бык, гаур, бантенг, индийский и карликовый буйволы), антилопы (нильгау, гарна и четырехрогая). Много грызунов. Есть несколько эндемичных видов обезьян, в частности орангутан.
Разнообразен состав птиц. Эндемично сем. листовковых (Irenidae). Характерны хохлатые стрижи (Hemiprocnidae), питтовые (Pittidae), совиные козодои (Podargidae), рогоклювы (Enrilaimidae).
Из пресмыкающихся эндемичны шилохвостые змеи (Uropeltidae), безухие вараны (Lanthanotidae), большеголовые черепахи (Platisternidae), гавиалы (Gavialidae).
Для области характерны следующие отряды земноводных: хвостатые (Caudata, семейство саламандры (Salamandridae), в частности род Tylototriton, в северных горных районах), безногие (Apoda), лягушки и жабы (Anura).
Очень разнообразна фауна насекомых и пресноводных рыб (богато представлена группа колючепёрых).
По составу фауны Индо-Малайская область ближе всего Эфиопской. Для обеих характерны слоны, носороги, узконосые обезьяны, некоторые виды копытных, павлины, птицы-носороги, панголины, лемуры, вараны, агамы.
На территории Индо-Малайская область уже в древности были одомашнены буйвол, бантенг, гаур, свинья, курица, пчела.

## Подразделения
Индо-Малайская область включает следующие подобласти:
- Индийскo-Индокитайская
- Малайская (иногда делится на Филиппинскую и Зондскую)
- Папуасская
- Полинезийская
- Гавайская

Выделение трех последних подобластей спорно и поддерживается не всеми учеными.
Индийско-Индокитайская также некоторыми учеными делится на две отдельных подобласти.